# 津久見南テレビ中継局
津久見南テレビ中継局（つくみみなみテレビちゅうけいきょく）は、大分県津久見市に置かれているテレビ中継局。
本項では、2008年12月22日に開局した地上デジタルテレビ放送の中継局についても併せて記述する。

## 概要
津久見市津久見浦字福山3275番地の福山に置かれている。地上アナログテレビ放送において、現在では珍しくなったオールVHFチャンネルの局だが地上デジタルテレビ放送中継局の開局により初めてUHF併用放送を実施することになった。

## 送信施設概要

### デジタルテレビ放送
| リモコン 番号 | 放送局名         | チャンネル 番号 | 空中線 電力 | ERP  | 偏波面   | 放送対象 地域 | 放送区域 内世帯数 | 運用開始日      |
| ------------- | ---------------- | --------------- | ----------- | ---- | -------- | ------------- | ----------------- | --------------- |
| 1             | NHK 大分総合     | 44              | 300mW       | 1.9W | 水平偏波 | 大分県        | 5,603世帯         | 2008年 12月22日 |
| 2             | NHK 大分教育     | 52              | 300mW       | 1.9W | 水平偏波 | 全国          | 5,603世帯         | 2008年 12月22日 |
| 3             | OBS 大分放送     | 46              | 300mW       | 1.9W | 水平偏波 | 大分県        | 5,603世帯         | 2008年 12月22日 |
| 4             | TOS テレビ大分   | 35              | 300mW       | 1.9W | 水平偏波 | 大分県        | 5,603世帯         | 2008年 12月22日 |
| 5             | OAB 大分朝日放送 | 42              | 300mW       | 1.9W | 水平偏波 | 大分県        | 5,603世帯         | 2008年 12月22日 |

- 2008年（平成20年）11月20日に予備免許が交付され[2]、11月25日から試験放送を実施。12月22日に本放送を開始した。
- OABは、デジタル新局として開局した。
- 主な受信地域は大分県津久見市の一部。

### アナログテレビ放送
| チャンネル 番号 | 放送局名       | 空中線 電力       | ERP                 | 偏波面   | 放送対象 地域 | 放送区域 内世帯数 | 運用開始日 |
| --------------- | -------------- | ----------------- | ------------------- | -------- | ------------- | ----------------- | ---------- |
| 1               | NHK 大分教育   | 映像1W/ 音声250mW | 映像3.7W/ 音声930mW | 水平偏波 | 全国          | -                 | -          |
| 7               | NHK 大分総合   | 映像1W/ 音声250mW | 映像3.5W/ 音声870mW | 水平偏波 | 大分県        | -                 | -          |
| 9               | OBS 大分放送   | 映像1W/ 音声250mW | 映像3.5W/ 音声870mW | 水平偏波 | 大分県        | -                 | -          |
| 11              | TOS テレビ大分 | 映像1W/ 音声250mW | 映像3.6W/ 音声900mW | 水平偏波 | 大分県        | -                 | -          |

- 2011年（平成23年）7月24日をもってすべて廃止された。なお、OABにはチャンネルが割り当てられていなかった。